# Aquaman (trilha sonora)
Aquaman é a trilha sonora do filme Aquaman, compostas por Rupert Gregson-Williams. Foi lançado em 14 de dezembro de 2018 pela WaterTower Music.

## Lista de Faixas
Todas as músicas compostas por Rupert Gregson-Williams, exceto onde for indicado.
| N.º            | Título                                        | Artista(s)             | Duração |  |
| 1.             | "Everything I Need" (Film version)            | Skylar Grey            | 3:16    |  |
| 2.             | "Arthur"                                      |                        | 4:40    |  |
| 3.             | "Kingdom of Atlantis"                         |                        | 3:26    |  |
| 4.             | "It Wasn't Meant to Be"                       |                        | 3:22    |  |
| 5.             | "Atlantean Soldiers"                          |                        | 3:35    |  |
| 6.             | "What Does That Even Mean?"                   |                        | 3:23    |  |
| 7.             | "The Legend of Atlan"                         |                        | 1:57    |  |
| 8.             | "Swimming Lessons"                            |                        | 3:03    |  |
| 9.             | "The Black Manta"                             |                        | 2:49    |  |
| 10.            | "What Could Be Greater Than a King?"          |                        | 5:23    |  |
| 11.            | "Permission to Come Aboard"                   |                        | 2:16    |  |
| 12.            | "Suited and Booted"                           |                        | 4:25    |  |
| 13.            | "Between Land and Sea"                        |                        | 2:55    |  |
| 14.            | "He Commands the Sea"                         |                        | 3:34    |  |
| 15.            | "Map In a Bottle"                             |                        | 2:15    |  |
| 16.            | "The Ring of Fire"                            |                        | 4:57    |  |
| 17.            | "Reunited"                                    |                        | 1:31    |  |
| 18.            | "Everything I Need"                           | Skylar Grey            | 3:20    |  |
| 19.            | "Ocean to Ocean"                              | Pitbull featuring Rhea | 2:25    |  |
| 20.            | "Trench Engaged" (from Kingdom of the Trench) | Joseph Bishara         | 2:29    |  |
| Duração total: | Duração total:                                | Duração total:         | 65:02   |  |